# Chambretaud

Chambretaud este o comună în departamentul Vendée, Franța. În 2009 avea o populație de 1,460 de locuitori.